# Liste der Naturdenkmale in Pegau

Wappen von Pegau

Lage von Pegau

In der Liste der Naturdenkmale in Pegau werden die Einzel-Naturdenkmale, Geotope und Flächennaturdenkmale in der Stadt Pegau im Landkreis Leipzig und ihren Ortsteilen  aufgeführt.
Bisher sind laut der angegebenen Quellen 1 Einzel-Naturdenkmal, 0 Geotope und 3 Flächennaturdenkmale bekannt und hier aufgelistet.
Die Angaben der Liste basieren auf Daten der Bekanntmachungs-Seite des Landkreises und den Daten auf dem Geoportal des Landkreises Leipzig.

## Definition
„Gesetz über Naturschutz und Landschaftspflege (BNatSchG), § 28 Naturdenkmäler:
 Naturdenkmäler sind rechtsverbindlich festgesetzte Einzelschöpfungen der Natur oder entsprechende Flächen bis zu fünf Hektar, deren besonderer Schutz erforderlich ist
1. aus wissenschaftlichen, naturgeschichtlichen oder landeskundlichen Gründen oder
2. wegen ihrer Seltenheit, Eigenart oder Schönheit.“

„SächsNatSchG, § 18 Naturdenkmäler (zu § 28 BNatSchG):
1. Die Erklärung nach § 22 Abs. 1 BNatSchG von Teilen von Natur und Landschaft als Naturdenkmal erfolgt durch Rechtsverordnung oder Einzelanordnung.
2. Über § 28 Abs. 1 BNatSchG hinaus können Naturdenkmäler zur Sicherung von Lebensgemeinschaften oder Lebensstätten von im Bestand gefährdeten oder streng geschützten Arten festgesetzt werden.“

## Legende
- Bild: zeigt ein vorhandenes Foto des Naturdenkmals.
- ND/GEO/FND-Nr: zeigt die jeweilige Nr. des Objekts – ND (Einzel-)Naturdenkmal, GEO Geotope oder FND (Flächen-Naturdenkmal)
- Beschreibung: beschreibt das Objekt näher
- Koordinaten: zeigt die Lage auf der Karte
- Quelle: Link zur Referenzquelle

## (Einzel-)Naturdenkmale (ND)
| Bild         | ND-Nr. | Ortsteil | Alter  | Beschreibung                                                                            | Koordinaten                                       | Quellen                       |
| ------------ | ------ | -------- | ------ | --------------------------------------------------------------------------------------- | ------------------------------------------------- | ----------------------------- |
| Bild gesucht | ND 103 | Pegau    | unbek. | Ginkgo (Ginkgo biloba) am Weg zum Kleingartenverein (hinter Haus Ernst-Reinsdorf-Str.8) | 51° 10′ 8″ N, 12° 15′ 21″ O (Flurstück-Nr. 773-2) | SG Naturschutz: VO 2020-07-15 |

## Flächennaturdenkmale
| Bild         | FND-Nr.   | Name                                  | Beschreibung                                                                | Verordnet  | Fläche   | Koordinaten                  | Quellen                         |
| ------------ | --------- | ------------------------------------- | --------------------------------------------------------------------------- | ---------- | -------- | ---------------------------- | ------------------------------- |
| Bild gesucht | l_la: 110 | Schmidts Hölzchen                     | Kleinbiotop nördlich Kitzen                                                 | 05.09.1973 | 12368 m² | 51° 14′ 17″ N, 12° 13′ 29″ O | Beschluss RdK Leipzig 120-18/73 |
| Bild gesucht | l_la: 113 | Steinkauzbrutplatz Pegauer Landstraße | Spezialbiotop in der Wiesenaue der Schwennigke                              | 30.01.1978 | 15767 m² | 51° 9′ 50″ N, 12° 16′ 30″ O  | Beschluss RdK Borna 3/2/78      |
| Bild gesucht | l_la: 114 | Döhlener Wäldchen                     | Uferbiotop östlich Wiederau am inliegenden alten Flussarm der Weißen Elster | 21.06.1977 | 43197 m² | 51° 11′ 23″ N, 12° 17′ 54″ O | Beschluss RdK Borna 32/12/77    |